# Массовые беспорядки в Нальчике
Массовые беспорядки в Нальчике — события 13 июля 1968 года, произошедшие в городе Нальчике на почве конфликта местных жителей с правоохранительными органами, приведшие к человеческим жертвам.

## Ход событий
В субботу, 13 июля 1968 года на Центральном рынке Нальчика старшина милиции Владимир Токарев задержал 33-летнего гражданина, пристававшего к пожилому человеку, и доставил его в участковый пункт. По пути задержанный пытался оказать сопротивление, порвал Токареву рубашку, кричал, что его убивают. По рынку быстро распространился слух, что Токарев якобы убил задержанного и ещё двоих человек. Около участкового пункта собралась большая толпа, несколько человек ворвались внутрь и освободили задержанного, а затем попытались убить Токарева.
Сотрудники милиции попытались вывезти Токарева на автозаке, но толпа перевернула машину, спустила колёса и перерезала бензопровод, разорвала обшивку, вытащив Токарева и начав его избивать. В это время на рынок прибыло около 250 военнослужащих Нальчикского гарнизона (без огнестрельного оружия), которые отбили старшину и попытались вывезти его на грузовике «Урал», но безрезультатно — участники беспорядков испортили машину и вытащили его наружу, после чего жестоко убили.
Волнения продолжались весь день, в них участвовало около четырёх тысяч человек. С целью успокоить участников беспорядков на рынок прибыл первый секретарь Кабардино-Балкарского обкома КПСС Тимбора Мальбахов и ряд других ответственных партийных и хозяйственных работников, однако толпа забросала их помидорами и огурцами. Беспорядки были подавлены при активном участии военнослужащих Советской Армии и подтянутых к рынку сотрудников МВД СССР. Лишь в 18 часов  им удалось отбить тело Токарева. Старшина с воинскими почестями был похоронен на военном участке Нальчикского городского кладбища.
В общей сложности было арестовано 30 участников беспорядков возрастом от 17 до 71 года. Им было предъявлено обвинение в организации массовых беспорядков, а некоторым также в сопротивлении и посягательстве на жизнь работника милиции. Следствие завершилось в конце 1968 года. Процесс проходил в два этапа — 13 ноября 1968 года в зале ДК завода «Севкавэлектроприбор» начался суд над 20 основными обвиняемыми, завершившийся к 13 декабря, а второй процесс завершился 23 декабря 1968 года. Суд приговорил троих наиболее активных участников убийства милиционера к высшей мере наказания — расстрелу, а остальных к различным срокам лишения свободы от 6 месяцев до 15 лет. Верховный Суд СССР отказал осуждённым в помиловании, оставив приговоры в силе.
В городах и сёлах Кабардино-Балкарской АССР прошли собрания трудовых коллективов, на котором действия участников беспорядков были единогласно осуждены, также с резким осуждением выступил на бюро обкома КПСС и Мальбахов.

## Владимир Токарев

Владимир Иванович Токарев

Владимир Иванович Токарев родился 15 декабря 1924 года в станице Пришибской Майского района Кабардинской АССР. В 18 лет ушел на фронт, став наводчиком артиллерийского орудия. Воевал на Северо-Кавказском фронте, на 1, 2, 3, 4 Украинских фронтах и Забайкальском фронте. Награждён орденом «Красная Звезда», медалями «За победу над Германией», «За оборону Кавказа», «За взятие Будапешта», «За отвагу», «За победу над Японией».
После демобилизации вернулся в Кабардинскую АССР. В 1948 году устроился на работу в милицию. Уже на службе в милиции получил медали «За отличную службу», «За безупречную службу». Супруга Нина Михайловна — уроженка станицы Марьинская Ставропольского края. Сын — Сергей, усыновлен в 1959 году.